# Президентские выборы в Азербайджане (1991)
Президентские выборы в Азербайджане 1991 — вторые в истории Азербайджана, но первые в истории независимой Азербайджанской Республики выборы президента этого государства состоялись 8 сентября 1991 года, через 9 дней после объявления о государственной независимости Азербайджана от СССР. 
Единственным кандидатом на этих выборах стал выдвиженец от Коммунистической партии Азербайджана Аяз Муталибов — действующий президент республики с 19 мая 1990 года, когда его избирал президентом тогда ещё Азербайджанской ССР депутаты Верховного Совета Азербайджанской ССР. На момент этих выборов, Аяз Муталибов одновременно занимал должность первого секретаря ЦК Коммунистической партии Азербайджана, а также являлся членом Политбюро ЦК КПСС. Демократически и либерально настроенная азербайджанская оппозиция бойкотировала выборы и отказалась от участия в них, призывая население также их бойкотировать. Единственный альтернативный кандидат, сопредседатель оппозиционной Социал-демократической партии Азербайджана Зардушт Ализаде отказался от участия за неделю до выборов. 
По официальным данным ЦИК республики, явка избирателей на выборах составила 85,7 %. По этим же официальным данным, Аяза Муталибова поддержало абсолютное большинство голосовавших — 98,52 % (3 275 837 человек). В избирательных бюллетенях также была графа «Против», на которую поставили отметку 48 тысяч 866 голосовавших, или 1,47 %. Недействительными и испорченными были признаны лишь 460 бюллетеней.

## Результаты
| Кандидат         | Партия                               | Голосов   | В %    |
| ---------------- | ------------------------------------ | --------- | ------ |
| Аяз Муталибов    | Коммунистическая партия Азербайджана | 3 275 837 | 98,52% |
| Против           | Против                               | 48 866    | 1,47%  |
| Недействительные | Недействительные                     | 460       | 0,01%  |
| Общая            | Общая                                | 3 325 163 | 100    |